# Mori e cristiani
Mori e cristiani (Moros y cristianos) è un film del 1987 diretto da Luis García Berlanga.